# Фантом (катер)
«Фанто́м» — серия катеров по проектам, разработанным конструктором Ершовым Б. Н.: «Фантом», «Фантом-II» и «Фантом-660».

### Фантом
«Фантом» — водомётный стеклопластиковый катер повышенной комфортабельности по проекту, разработанному на базе корпуса катера «Сигма», рассчитанный на использование мощных стационарных двигателей. На катер устанавливали карбюраторный двигатель от «Волги ГАЗ-24-10», работающий на одноступенчатый водомётный движитель с диаметром ротора 220 мм. Допускалась установка двигателя типа «Вольво-Пента» мощностью 130—160 л.с. с угловой колонкой; в этом случае скорость катера увеличивалась до 70 км/ч.
Катер рассчитан на эксплуатацию при волнении до 4 баллов
.
| Технические характеристики              | Показатели                                                |
| --------------------------------------- | --------------------------------------------------------- |
| Длина наибольшая, м                     | 6,6                                                       |
| Ширина наибольшая, м                    | 2,3                                                       |
| Угол килеватости днища на транце        | 18°                                                       |
| Высота борта на миделе, м               | 1,02                                                      |
| Осадка с полной нагрузкой, м            | 0,4                                                       |
| Водоизмещение, кг                       |                                                           |
| Порожнее                                | 800                                                       |
| Полное                                  | 1600                                                      |
| Пассажировместимость, чел.              | 6                                                         |
| Двигатель                               | ЗМЗ-402.1 (АИ-93); ЗМЗ-4021.1 (А-76) от «Волги ГАЗ-24-10» |
| Максимальная мощность двигателя, л. с.  | 90                                                        |
| Скорость при минимальной нагрузке, км/ч | 50                                                        |
| Скорость при полной нагрузке, км/ч      | 40                                                        |
| Запас топлива, л                        | 180                                                       |
| Материал корпуса                        | стеклопластик                                             |

### Фантом-II
«Фантом-II» был разработан в 2000 году на основе удачной модели каютного РИБа «Кальмар» и являлся дальнейшим развитием модели «Фантом». «Фантом-II» выполнен по схеме «walkaround» («ходи вокруг» — рубка островком), получившей широкое распространение в странах Скандинавии и США. Основной акцент при проектировании сделан на максимальное использование полезного пространства на открытой палубе. Рубка имеет минимально необходимые размеры для размещения в ней с удобствами четырёх человек сидя или устройства трёх полноценных спальных мест. «Фантом-II» оснащался двигателем мощностью от 115 до 225 л. с.
Изготовление «Фантома-II» одновременно велось на верфях фирмы «Курс» в Санкт-Петербурге и под названием Crosswind в саратовской компании «Унипласт».